# Haylie Duff
Haylie Katherine Duff (sinh ngày 19 tháng 5 năm 1985) là diễn viên người Mỹ. Cô từng tham gia đóng chính trong các dự án phim và âm nhạc như Material Girl và Napoleon Dynamite. Haylie sinh ra tại Houston, bang Texas và là chị gái của diễn viên Hilary Duff. Mẹ của cô, Susan Duff là nhà sản xuất. Cha của Haylie là Robert Ehard Duff. Haylie lớn hơn Hilary Duff 2 tuổi rưỡi, Hilary diễn viên được mọi người biết đến với bô phim điện ảnh Lizzie McGuire. Năm 2004, Haylie đóng bộ phim Napoleon Dynamite. Haylie cũng đã sáng tác vài bài hát có mặt trong album của cô em gái. Metamorphosis (2003), Hilary Duff (2004) và bài hát Gypsy Woman trong album thứ tư của Hilary Duff, Dignity. Haylie sẽ làm album riêng, Masquerade vào năm 2008.

## Phim đã đóng
- True Women
- Addams Family Reunion
- I Love Your Work
- Napoleon Dynamite
- In Search of Santa
- Material Girls
- Nightmare
- My Sexiest Year
- Foodfight!
- Legacy
- The I Scream Man